# The Assassination of Julius Caesar
The Assassination of Julius Caesar ist das dreizehnte Album der norwegischen Band Ulver. Es erschien im April 2017 bei House of Mythology.

## Entstehung und Veröffentlichung
Im Juni 2015 erwähnte die Band erstmals ein geplantes Album mit dem Titel The Assassination of Julius Caesar. Schließlich wurden zunächst Mitschnitte von zwölf Konzerten im Februar 2014 als Grundlage für ATGCLVLSSCAP herangezogen. Die Ankündigung des regulären Studioalbums The Assassination of Julius Caesar erfolgte im Oktober 2016 beim Roadburn Festival Ende April 2017. Ein erstes Stück (Nemoralia) war am 15. März auf dem YouTube-Kanal des Labels House of Mythology zu hören, ein zweites Stück (1969) ab dem 21. März auf der CD-Beilage des Mojo-Magazins. Das Album erschien zwei Wochen vor dem Roadburn Festival physisch auf CD und in verschiedenen Ausführungen auf Vinyl sowie digital als Download.
Neben den ständigen Bandmitgliedern Kristoffer Rygg, Jørn H. Sværen und Tore Ylwizaker waren wieder Daniel O’Sullivan, Ole Alexander Halstensgård und Anders Møller an den Aufnahmen beteiligt, die von Sommer 2016 bis Winter 2017 in Oslo stattfanden. Gastmusiker waren Rikke Normann, Sisi Sumbundu (Gesang), Stian Westerhus, Håvard Jørgensen (Gitarre), Dag Stiberg, Nik Turner (Saxofon) und Ivar Thormodsæter (Schlagzeug). Das Album wurde von Martin Glover und Michael Rendell in London abgemischt und von Michael Lawrence in Hastings gemastert.

## Titelliste
1. Nemoralia – 4:10
2. Rolling Stone – 9:26
3. So Falls the World – 5:57
4. Southern Gothic – 3:40
5. Angelus Novus – 4:07
6. Transverberation – 4:30
7. 1969 – 3:59
8. Coming Home – 7:50

## Musik, Texte und Beiheft
Wegen seiner Einflüsse aus Trip-Hop, Dark Wave und Electropop setzt sich The Assassination of Julius Caesar von ATGCLVLSSCAP ab und weist teilweise stilistische und atmosphärische Ähnlichkeiten zu Ulvers Veröffentlichungen um die Jahrtausendwende auf. Dabei ist das Album jedoch mehr in den 1980er Jahren verwurzelt, songorientierter und zugänglicher. Es wurden insgesamt Vergleiche zu Talk Talk und Erasure gezogen, Nemoralia im Besonderen wurde mit Depeche Mode verglichen, So Falls the World mit Adele, Southern Gothic und 1969 mit David Bowie.
Erstmals seit Childhood’s End enthält eine Ulver-Veröffentlichung wieder durchgängig Gesang. Die Liedtexte und das Artwork nehmen – wie der Titel des Albums – Bezug auf bekannte reale und mythologische Ereignisse, Todesfälle und Attentate. Für das Cover wurde ein Detail einer mythologischen Skulptur von Gian Lorenzo Bernini verwendet. Nemoralia – zuerst veröffentlicht in den Iden des März – bringt den Unfalltod von Diana, Princess of Wales in Verbindung mit dem römischen Fackelfest zu Ehren der Göttin Diana („Nemoralia“) und dieses wiederum mit dem Großen Brand Roms. So Falls the World thematisiert den Untergang des Römischen Reiches, Transverberation spielt auf Mehmet Ali Ağcas Papstattentat, auf Teresa von Ávila und Therese von Lisieux an, 1969 u. a. auf die Mondlandung und die Manson Family. Im Beiheft werden die Liedtexte von thematisch passenden, historischen Fotos oder Abbildungen von Kunstwerken flankiert. Darunter befinden sich z. B. Jean-Léon Gérômes Bonaparte devant le Sphinx, Robert F. Sargents Into the Jaws of Death, François Gérards Sainte Thérèse und ein Porträt von Neil Armstrong.

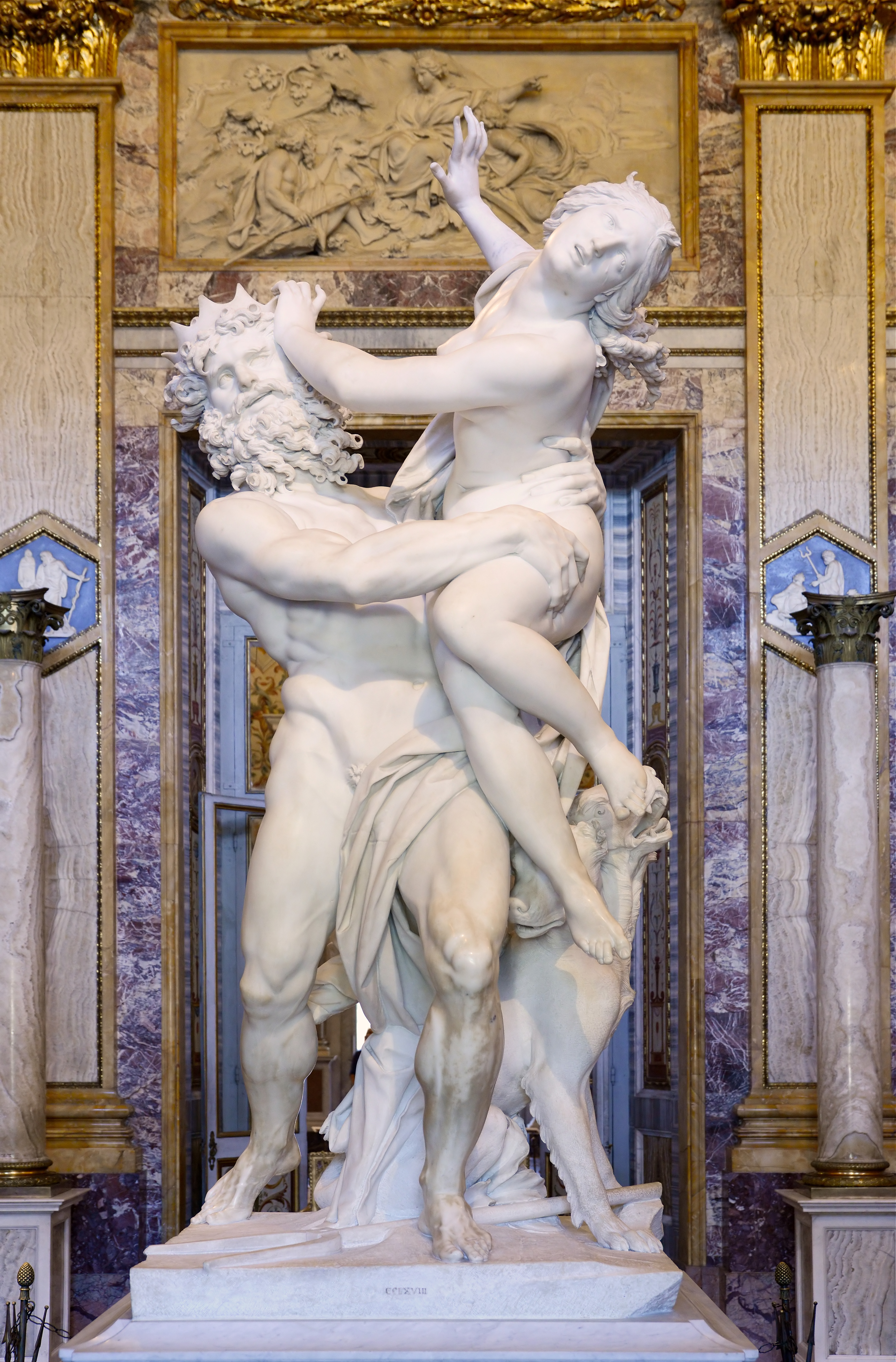
Raub der Proserpina (1621–1622) von Gian Lorenzo Bernini
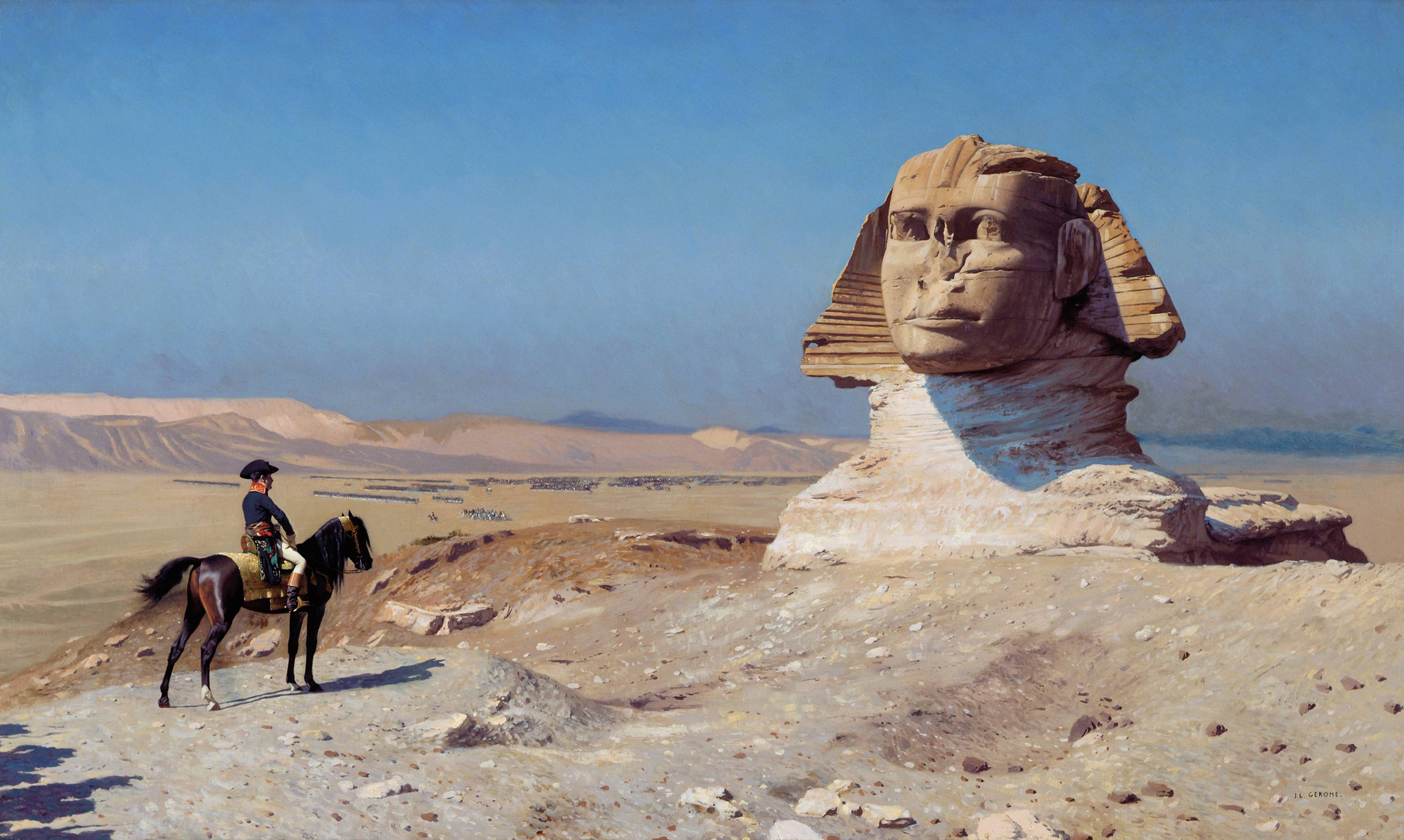
Bonaparte devant le Sphinx (1867–1868) von Jean-Léon Gérôme
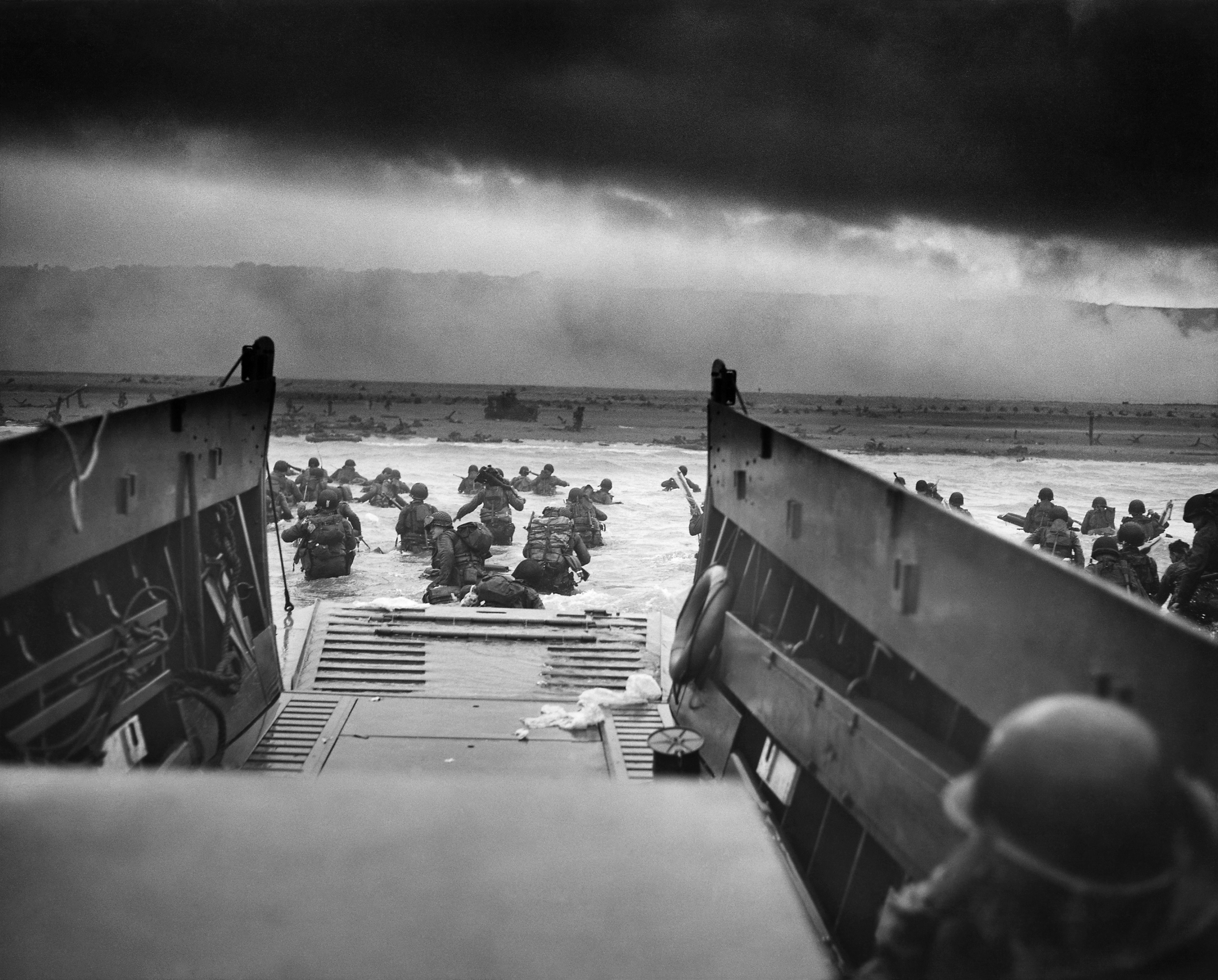
Into the Jaws of Death (1944) von Robert F. Sargent
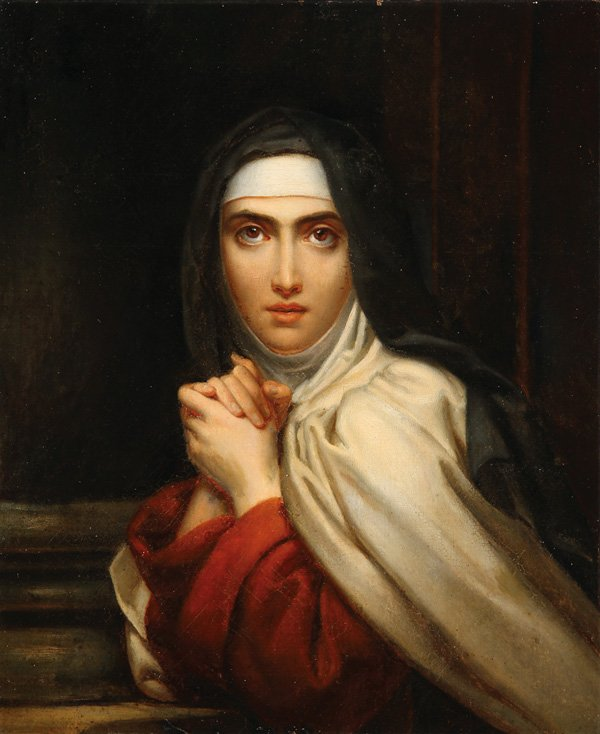
Sainte Thérèse (1827) von François Gérard
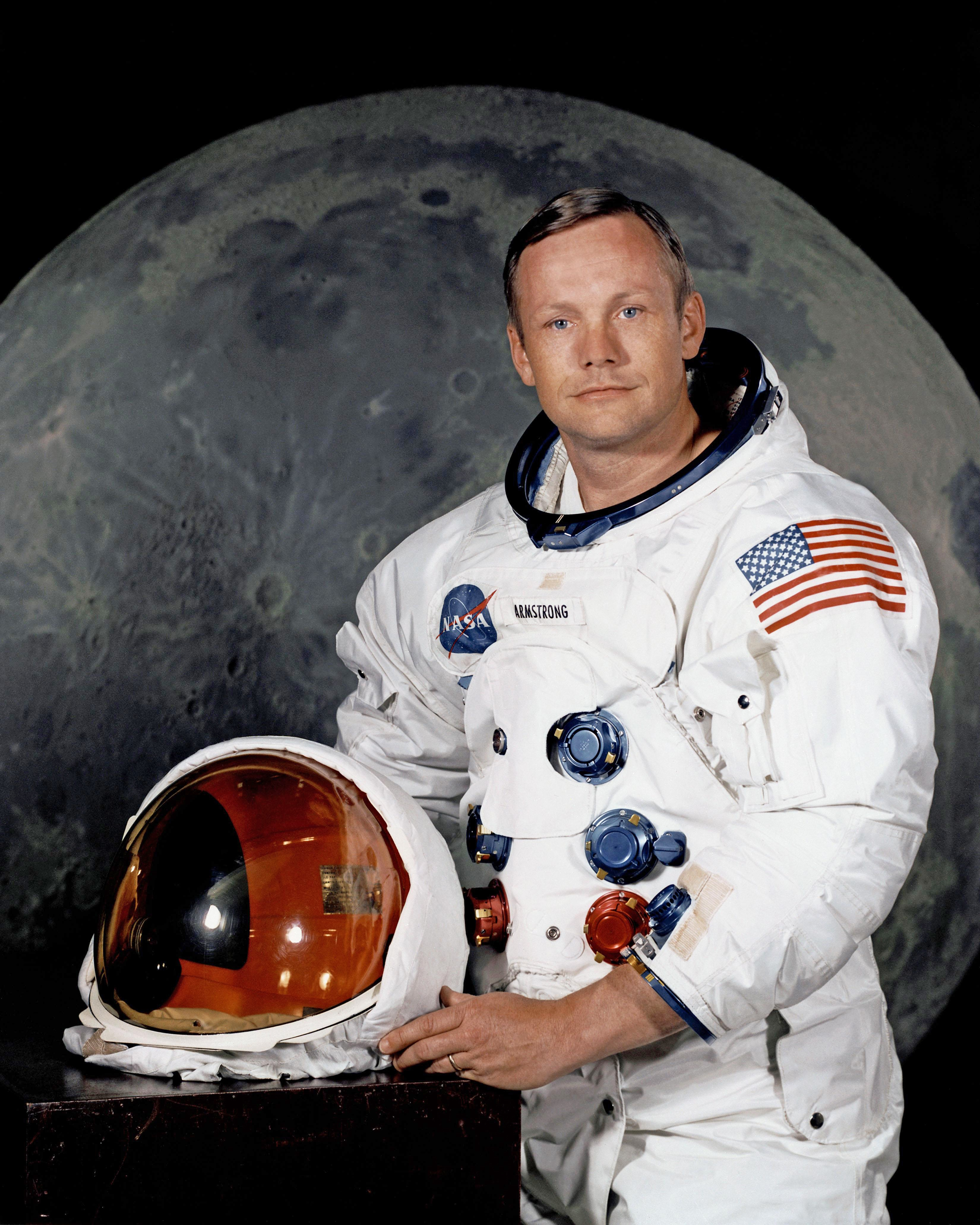
Neil Armstrong (1969)

## Rezeption
Viele Rezensenten waren vom erneut unvorhersehbaren Stil des Albums angesichts der Bandgeschichte letztlich nicht überrascht. „Das Schöne an Ulver ist: Sie dürfen nicht nur sowieso alles, sondern können auch alles.“ Langdon Hickman von der Musikseite Treble hält The Assassination of Julius Caesar zwar für keine ästhetische Revolution, findet die Lieder aber erstklassig – mit ihrer für Ulver typischen Prätention. Er hebt außerdem lobend hervor, wie Ulver in den Liedtexten anhand vergötterter und getöteter Persönlichkeiten eine europäische Identität ausloten. Josh Gray von The Quietus hält das Album nicht für prätentiös wie frühere Werke der Band, er bezeichnet es als „opulentes, unzynisches Popalbum“. Melodischer und einfacher als jedes Ulver-Album zuvor, sei es ein „gewagtes Experiment“ und dabei ein „durchschlagender Erfolg“. Alex Klug von laut.de bezeichnet The Assassination of Julius Caesar als „den wohl provokativsten Kreativsprung seit dem mittlerweile neunzehn Jahre alten Befreiungsschlag ‘The Marriage Of Heaven And Hell’“.